# Mitsubishi Lancer (A70)
El Mitsubishi Lancer (A70) es la versión de primera generación de la placa de identificación Lancer de larga duración de Mitsubishi. Cuando se introdujo en 1973, llenó el vacío entre el automóvil Minica kei y el Galant considerablemente más grande . Fue un reemplazo para el Colt 1200 , vendido por última vez en 1970. Aunque la producción del sedán terminó en 1979, las camionetas continuaron hasta 1985. Este Lancer también formó la base para el cupé deportivo Lancer Celeste de 1975 a 1981. Estos Lancers se vendieron bajo una multitud de nombres en diferentes mercados.

## Historia

### 1973-1976
El Lancer A70 se lanzó en febrero de 1973 en forma de sedán de dos y cuatro puertas. Resultó ser particularmente exitoso en los mítines, un reclamo que mantiene hasta el día de hoy. El Lancer sirvió para llenar un vacío en la alineación de Mitsubishi en el segmento pequeño a mediano-bajo del creciente mercado japonés. Se lanzaron doce modelos, que van desde un sedán básico de 1.2 litros hasta un modelo 1600 GSR más potente, exitoso en los rallies.

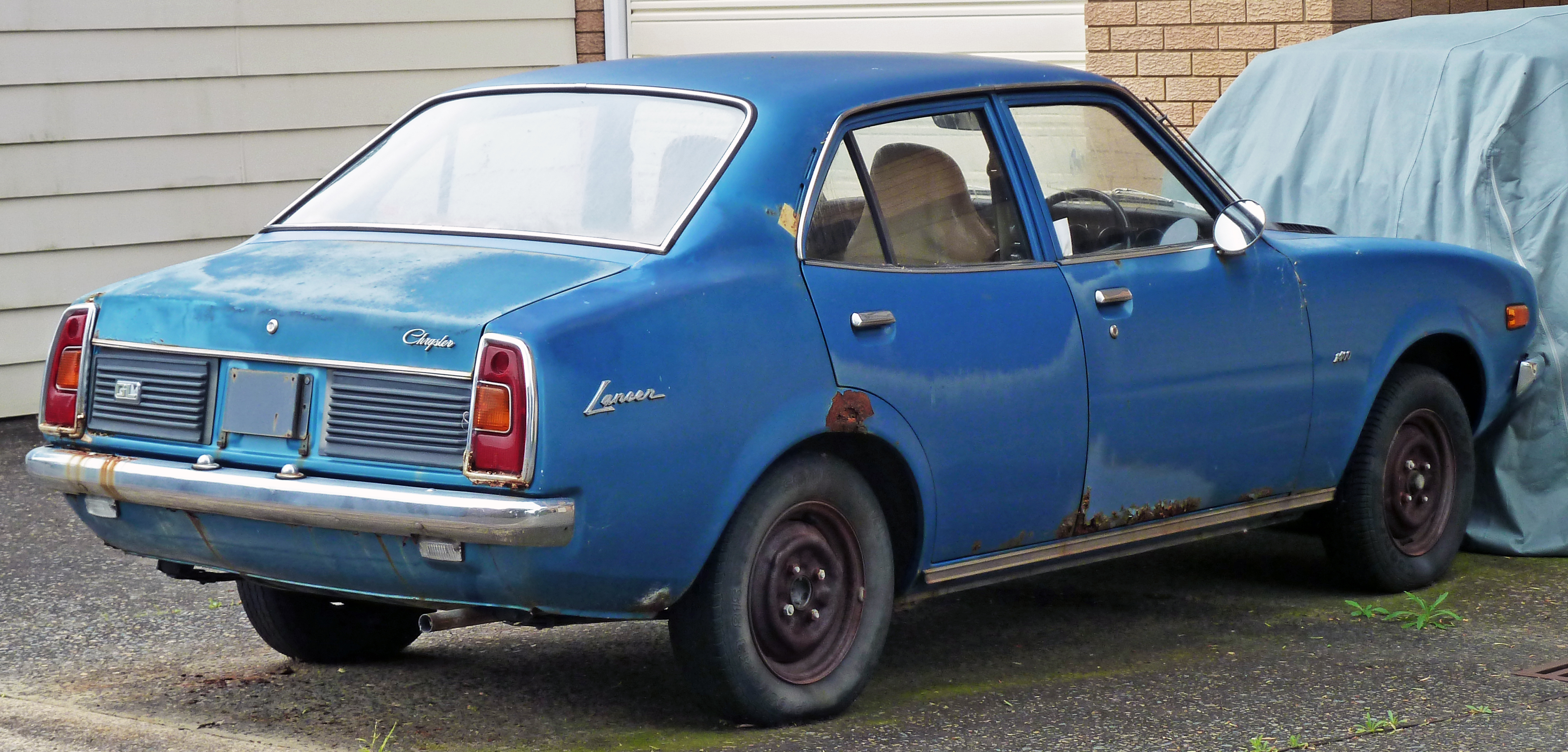
Chrysler Lancer (LA) GL sedán (Australia, A72A, prelavado de cara)

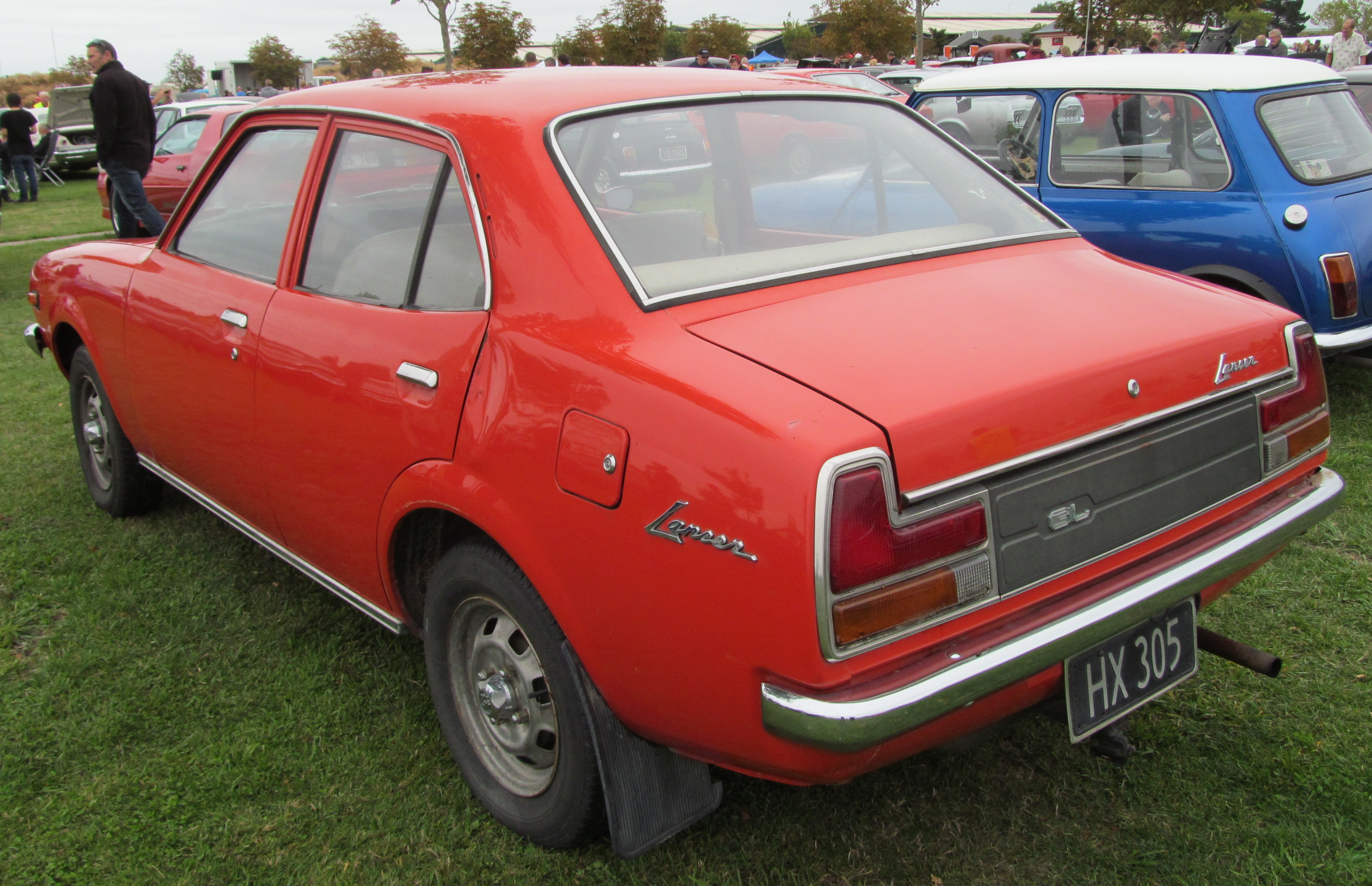
Sedán Mitsubishi Lancer GL 1976 (Nueva Zelanda)

Había tres tipos de carrocería (cuatro si el Celeste liftback / cupé está incluido), de dos y cuatro puertas sedán y cinco puertas rara vez se ve camioneta introducido en septiembre de 1973. En octubre de 1975 el motor más pequeño fue sustituido por otro 1.24 litros, el 4G36 de 80 CV. En noviembre, toda la línea de motores perdió alrededor del ocho al nueve por ciento de su potencia, como resultado de los estándares de emisiones más estrictos de 1976. Reflejando una apariencia popular durante la década de 1970, el Lancer adoptó un "estilo de botella de coque" en el sedán y la camioneta para toda esta generación.
Originalmente, el Lancer recibió un Neptune 4G42 OHV 1.2 litros, un Saturn 4G33 OHC 1.4 litros o el 4G32 1.6 litros más grande . Las potencias fueron 70 PS (51 kW), 92 PS (68 kW) y 100 PS (74 kW) respectivamente para los modelos llamados A71, A72 y A73. El 1600 GSR, presentado en septiembre, usaba dos carburadores Solex de doble barril fabricados por Mikuni para 110 PS (81 kW) a 6.700 rpm.
Este vehículo se vendió como Colt Lancer en el Reino Unido, Irlanda y otros países europeos. En algunos países de América Latina, como , en El Salvador, el automóvil inicialmente se conocía como Dodge Lancer. Esta renuencia a utilizar la marca Mitsubishi en muchos mercados de exportación se debió al temor a la resistencia de los compradores entre aquellos que aún recordaban haber peleado contra pilotos japoneses en Mitsubishi A6M Zeros. 
En el mercado australiano, los modelos de primera generación se vendieron inicialmente con el nombre de Chrysler Valiant Lancer, con aproximadamente 11.800 unidades vendidas entre finales de 1974 y 1979. La serie LA original se lanzó en septiembre de 1974 en dos niveles de especificación, un básico EL de dos puertas y el sedán GL de cuatro puertas que ofrecían un nivel superior de equipamiento. Sólo se ofreció un motor, el motor de cuatro cilindros con cabeza de aleación y una sola leva de 1.439 cc con una potencia de 92 caballos de fuerza (68,6 kW) a 6.300 rpm. Esto podría combinarse con una manual de cuatro velocidades totalmente sincronizada, o una automática de tres velocidades.
Los Lancers del mercado europeo recibieron los motores Saturn 80 de 1.2, 1.4 y 1.6 litros, con una potencia declarada de 55 PS (40 kW), 68 PS (50 kW) y 82 PS (60 kW) DIN (GSR). El motor de 1.6 litros se reservó para la versión de dos puertas, mientras que los sedanes de cuatro puertas solo recibieron el 1.4. Las velocidades máximas fueron 150, 155 y 165 km/h.

### 1976-1979

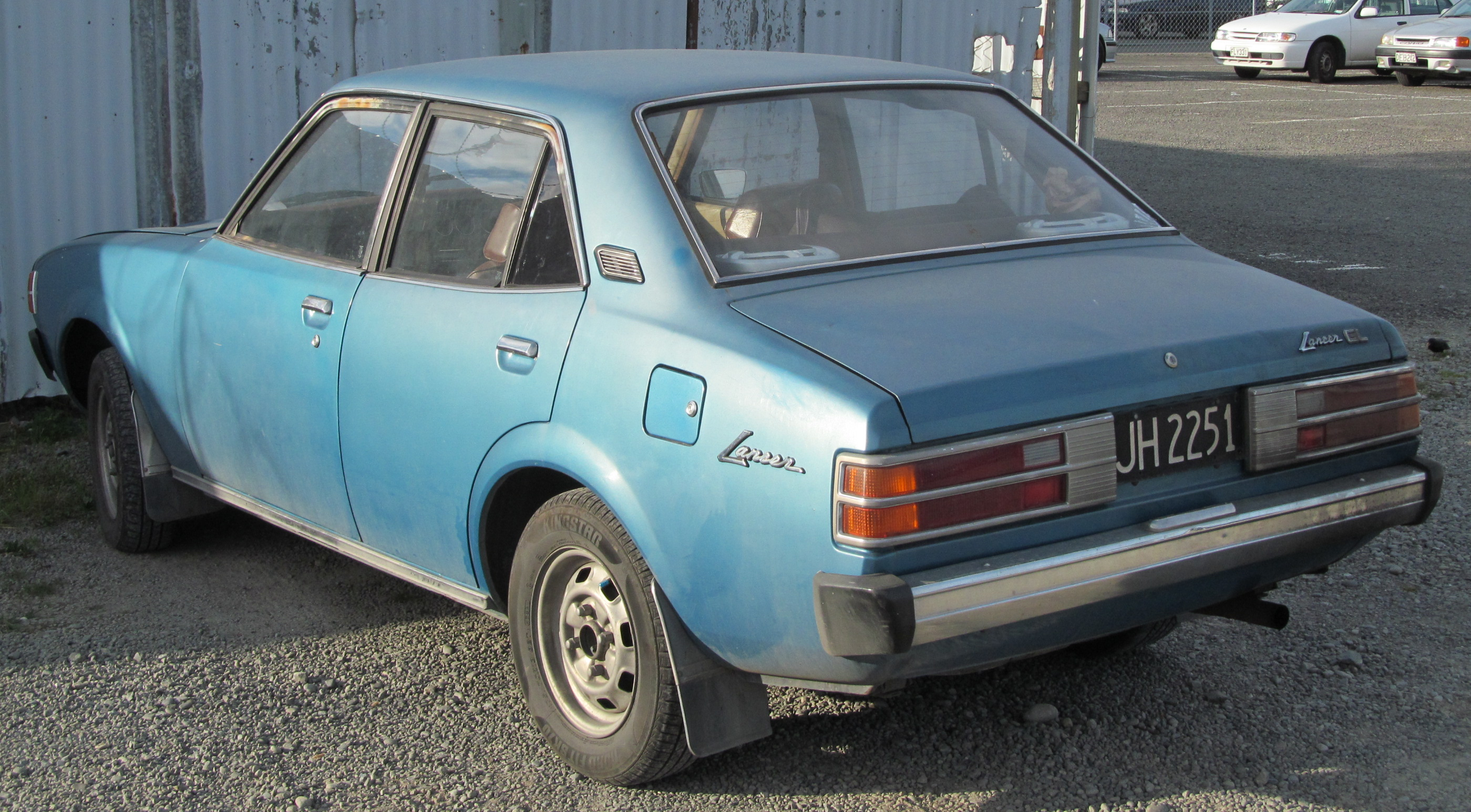
Mitsubishi Lancer GL (Nueva Zelanda; estiramiento facial)

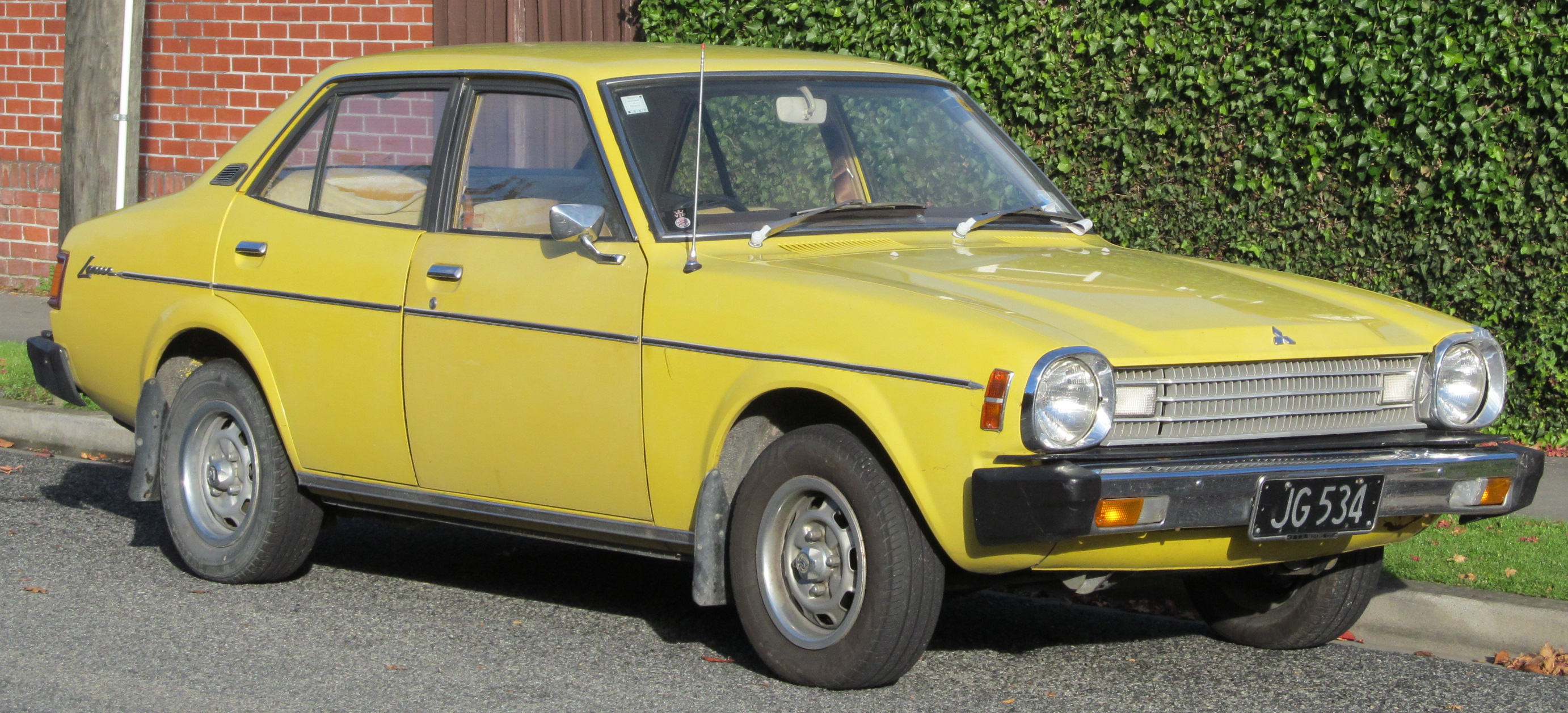
Sedán Mitsubishi Lancer (Nueva Zelanda; lavado de cara)

En noviembre de 1976, los modelos del mercado japonés recibieron un lavado de cara, perdiendo las luces traseras en forma de L / verticales anteriores en favor de unidades rectangulares anchas. Los indicadores delanteros se ampliaron y movieron, y también se agregaron nuevos parachoques de goma más grandes y se introdujeron nuevas rejillas. Esta generación se convirtió gradualmente en la serie A140 en Japón, lo que refleja la introducción de nuevos motores. Dado que mantuvo el motor 4G32, el GSR se denominó A73 hasta el final a pesar de haber recibido todas las modificaciones de la carrocería.
Como respuesta a las nuevas normas de emisiones que entraron en vigor en 1978, el motor Saturn de 1.2 litros fue reemplazado por el nuevo Orion G11B (1.244 cc) de 70 CV en abril de 1977. Este fue el nuevo motor MCA-Jet de combustión pobre, que fue agregado a los motores Saturn 4G33 y 4G32 existentes en junio. La potencia para estos (ahora G33B / G32B) se redujo a 82 PS (60 kW) y 86 PS (63 kW).
Fue esta serie la que surgió en los Estados Unidos como Dodge Colt para el año modelo 1977 (Plymouth Colt en Canadá), reemplazando a un Mitsubishi Galant con diseño de insignia del año anterior. Se ofreció por un año modelo más antes de que el nombre de Dodge Colt se transfiriera gradualmente al Mitsubishi Mirage de tracción delantera. Los grandes parachoques de seguridad utilizados en el mercado estadounidense se agregaron a ciertos modelos de la gama nacional en marzo de 1978 (GL Extra, GSL, GSR) como parte de un último lavado de cara menor. Este lavado de cara también introdujo el motor Orion de 1.4 litros más grande (G12B), de 80 CV (59 kW).
Abril de 1977 vio la introducción del modelo de estiramiento facial en Australia, designado localmente como la serie LB. Esto se suspendió en mayo de 1979, habiendo perdido la mayor parte de su participación en el mercado ante el Chrysler Sigma más grande de fabricación local.

### 1600 GSR
El Mitsubishi Lancer 1600 GSR de alto rendimiento vendido como Colt Lancer 1600 GSR en Europa, fue desarrollado por Mitsubishi Motors para promover sus aspiraciones en las carreras todoterreno, especialmente el Safari Rally de Kenia. Gracias a los repetidos triunfos en el que fue el rally más agotador del mundo, se ganó el apodo de "Rey de los coches" en África.

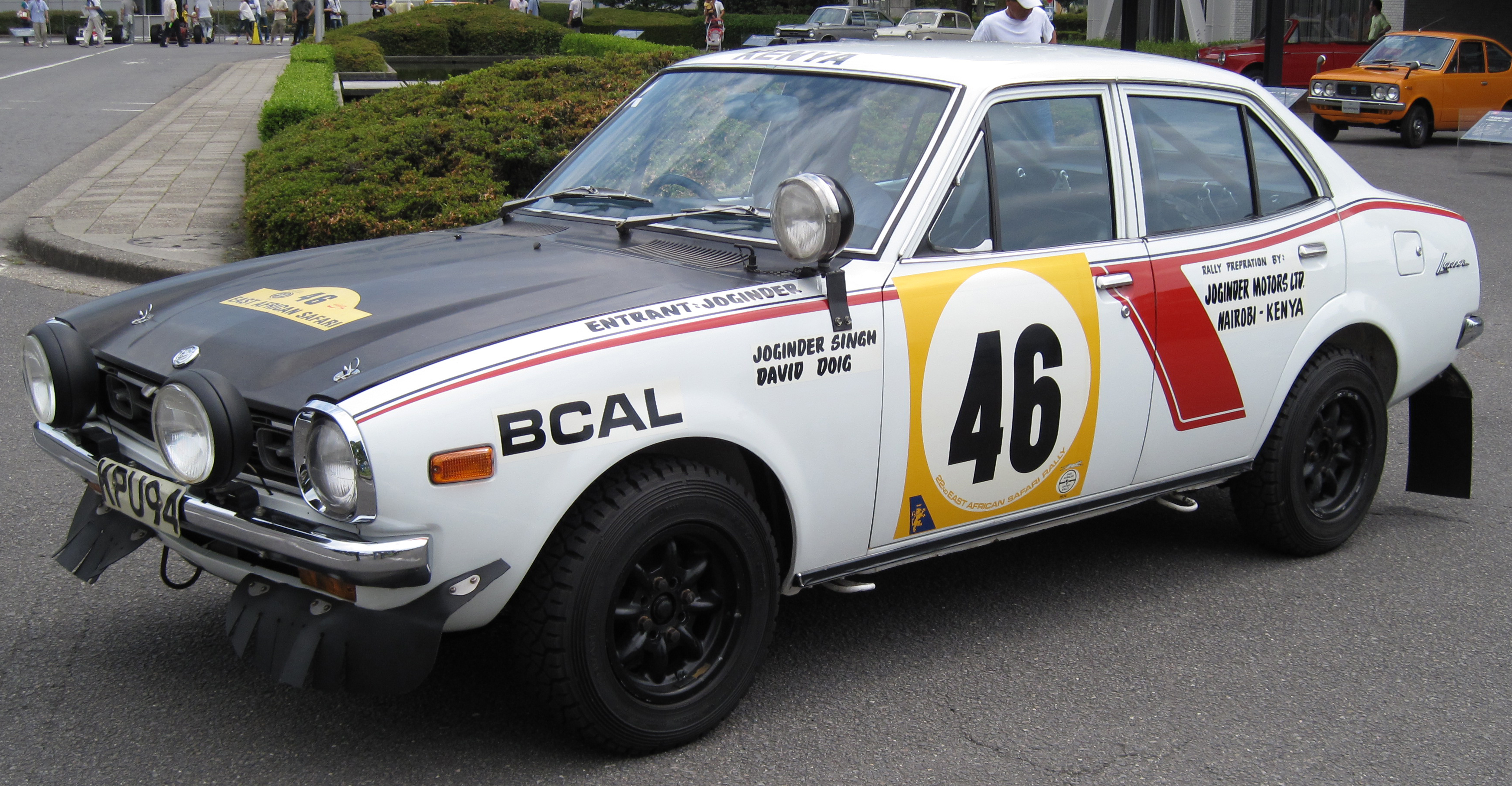
Mitsubishi Lancer 1600 GSR, ganador del Rally Safari 1974

En especificaciones de rally, el GSR produjo 126 kW (171 PS; 169 hp) a 7800 rpm y 162 N⋅m (119 lb⋅ft) a 5500 rpm. Las versiones de calle desarrollaron originalmente 110 PS (81 kW), pero esto se redujo a 100 PS (74 kW) cuando se introdujeron estándares de emisiones más estrictos para 1976.
Después de éxitos esporádicos con los coches de rally Colt y Galant en años anteriores, Mitsubishi decidió desarrollar un modelo Lancer específicamente para hacer frente al notorio Safari Rally. Al correr más de 6.000 km de terreno arduo bajo temperaturas ecuatoriales abrasadoras, la carrera fue considerada como la más dura del mundo y, por lo general, solo un automóvil de cada cinco que partió desde el principio lograría llegar a la línea de meta en Nairobi. Mitsubishi sancionó a los equipos oficiales de fábrica para los eventos de 1974–77, construyéndose una reputación envidiable de durabilidad cuando solo uno de los trece autos no pudo terminar en esos cuatro intentos. El punto más alto fue una barrida limpia de los puestos del podio en 1976.
El coche ya había demostrado cualidades similares en 1973, y su debut en el Rally de la Cruz del Sur de Australia fue recompensado con un barrido limpio de los cuatro primeros puestos. El piloto oficial Andrew Cowan dominaría esta carrera en los 70, ganando cinco títulos consecutivos entre 1972 y 1976. Cowan y Joginder Singh también obtuvieron un resultado 1-2 para el Lancer GSR en el Rally de Costa de Marfil de 1977.
Incluso después de que terminó la producción, siguió siendo un automóvil popular entre los corsarios en la década de 1980. Sin embargo, el declive de los rallyes de resistencia y el ascenso de la clase del Grupo B finalmente señalaron su desaparición.
| Resultados internacionales seleccionados (solo entradas de fábrica) | Resultados internacionales seleccionados (solo entradas de fábrica) | Resultados internacionales seleccionados (solo entradas de fábrica) | Resultados internacionales seleccionados (solo entradas de fábrica) | Resultados internacionales seleccionados (solo entradas de fábrica) | Resultados internacionales seleccionados (solo entradas de fábrica) |
| ------------------------------------------------------------------- | ------------------------------------------------------------------- | ------------------------------------------------------------------- | ------------------------------------------------------------------- | ------------------------------------------------------------------- | ------------------------------------------------------------------- |
| Rally de la Cruz del Sur                                            | Rally de la Cruz del Sur                                            | 1977                                                                | 1977                                                                | 1977                                                                | 1977                                                                |
| 1973                                                                | 1973                                                                | 4°                                                                  | Kenjiro Shinozuka/Garry Connelly (primero en su clase)              | 4°                                                                  | Andrew Cowan/Paul White                                             |
| 1°                                                                  | Andrew Cowan/John Bryson                                            | 4°                                                                  | Kenjiro Shinozuka/Garry Connelly (primero en su clase)              | 5°                                                                  | Joginder Singh/David Doig                                           |
| 2°                                                                  | Barry Ferguson/Wayne Gregson                                        | Rally Safari                                                        | Rally Safari                                                        | 6°                                                                  | Davinder Singh/Chris Bates                                          |
| 3°                                                                  | Doug Chivas/P. Meyer                                                | 1974                                                                | 1974                                                                | 10°                                                                 | Kenjiro Shinozuka/Bob Graham                                        |
| 4°                                                                  | Joginder Singh/Garry Connelly                                       | 1°                                                                  | Joginder Singh/David Doig                                           | Rally de Costa de Marfil                                            | Rally de Costa de Marfil                                            |
| 1974                                                                | 1974                                                                | 1975                                                                | 1975                                                                | 1977                                                                | 1977                                                                |
| 1°                                                                  | Andrew Cowan/John Bryson                                            | 4°                                                                  | Andrew Cowan/John Mitchell (primero en su clase)                    | 1°                                                                  | Andrew Cowan/Johnstone Syer                                         |
| 2°                                                                  | Joginder Singh/Garry Connelly                                       | 4°                                                                  | Andrew Cowan/John Mitchell (primero en su clase)                    | 2°                                                                  | Joginder Singh/Mike Doughty                                         |
| 1975                                                                | 1975                                                                | 8°                                                                  | Davinder Singh/Roger Barnard                                        | Rally de Finlandia                                                  | Rally de Finlandia                                                  |
| 1°                                                                  | Andrew Cowan/Fred Gocentas                                          | 10°                                                                 | Prem Choda/Pauru Choda                                              | 1977                                                                | 1977                                                                |
| 2°                                                                  | Barry Ferguson/L. Adcock                                            | Ret.                                                                | Joginder Singh/David Doig                                           | 19°                                                                 | Pertti Kärhä/Seppo Siitonen (primero en su clase)                   |
| 5°                                                                  | Kenjiro Shinozuka/Garry Connelly                                    | 1976                                                                | 1976                                                                | 19°                                                                 | Pertti Kärhä/Seppo Siitonen (primero en su clase)                   |
| 1976                                                                | 1976                                                                | 1°                                                                  | Joginder Singh/David Doig                                           | Safari internacional de Zaire                                       | Safari internacional de Zaire                                       |
| 1°                                                                  | Andrew Cowan/John Bryson                                            | 2°                                                                  | Robin Ulyate/Chris Bates                                            | 1979                                                                | 1979                                                                |
| 2°                                                                  | Barry Ferguson/N.Faulkner                                           | 3°                                                                  | Andrew Cowan/Johnstone Syer                                         | 1°                                                                  | Jean-François Vincens/Félix Giallolacci                             |
| 5°                                                                  | Kenjiro Shinozuka/Garry Connelly                                    | 6°                                                                  | Kenjiro Shinozuka/Bob Graham                                        |                                                                     |                                                                     |

## Van/Familiar
Como no había una versión familiar del Lancer EX, la primera generación de Lancer Van (wagon) continuó en producción para el hogar y mercados de exportación selectos hasta febrero de 1985, momento en el que el automóvil estaba notablemente anticuado. Cuando se reemplazó la varilla de empuje de 1.2 litros en 1975, las furgonetas para el mercado nacional conservaron el antiguo motor Neptune por un año más, y los motores Saturn de 1238/1439 cc no fueron reemplazados por Orions hasta marzo de 1979. La versión con motor Orion más pequeña ( 1.2 L A141V) continuó estando disponible en Grecia y Kenia hasta los años ochenta. Las versiones de vagones para exportación recibieron actualizaciones en el mismo horario que los sedán / cupés de exportación. Las camionetas del mercado nacional recibieron otra actualización en octubre de 1981, nuevamente para emisiones limpias, lo que significa que se asignó un nuevo conjunto de números de chasis. Las furgonetas del mercado nacional estaban disponibles en los niveles de equipamiento Estándar (solo 1200), EL y GL. El Lancer Van fue finalmente reemplazado por el nuevo Mirage/Lancer Wagon and Van de tracción delantera en febrero de 1985.
|                                             |
| Mitsubishi Lancer Familiar 1979 (Furgoneta) |

|                          |
| Lancer Van/Familiar 1983 |

## Celeste
|                               |
| Prelavado facial Celeste (UE) |

|                               |
| Primer Lancer Celeste (75-77) |

En febrero de 1975, el Lancer se complementó con un cupé con hatchback llamado Mitsubishi Lancer Celeste (serie A70). Sucedió al Galant FTO, que nunca funcionó muy bien en el mercado debido a la confusión con el Galant FTO y a un precio demasiado alto. También se le llamó Mitsubishi Celeste o Colt Celeste en algunos mercados; y vendido como Chrysler Lancer Hatchback en Australia, el Dodge Lancer Celeste en El Salvador , el Plymouth Arrow en los Estados Unidos y el Dodge Arrow en Canadá. Sentado en la misma distancia entre ejes de 2.340 mm que el Lancer, la longitud era de hasta 4.115 mm.
El Celeste estaba disponible originalmente con opciones de 1.4 y 1.6 litros, luego se agregó un modelo más grande de 2.0 litros. El Plymouth Fire Arrow 1979-1980 vino con un cuatro cilindros aún más grande (2.555 cc), pero estrangulado por las regulaciones de emisiones estadounidenses, solo ofrecía 105 hp (78 kW), no más que el 2000 GT del mercado japonés. Además de recibir un ligero lavado de cara en julio de 1977, que incluyó nuevas luces traseras y motores MCA-Jet más limpios (pero de menor potencia), se introdujeron nuevos códigos de modelo (serie A140). Hubo otro lavado de cara en abril de 1978; faros cuadrados y parachoques más grandes y menos integrados anunciaron los próximos años ochenta. Nombrada en consecuencia, una versión GT System 80 de primera línea apareció en noviembre de 1977, que incluía todas las pinturas extra y especiales posibles en negro y oro. Esto fue superado por el 105 PS (77 kW) 2000 GT introducido en junio de 1979, con una versión del motor Astron de 2 litros ya utilizado en la exportación desde octubre de 1975. La producción del Lancer Celeste terminó en julio de 1981 y fue reemplazado por el Cordia de tracción delantera a principios de 1982.
Debido al diseño largo, estrecho, aerodinámico y liviano del Arrow y a la suspensión resistente, se usó ampliamente en varios tipos de carreras, incluidas las carreras de carretera SCCA, los rally y las carreras de resistencia. El diseño de la carrocería Arrow se usó en autos profesionales y divertidos a fines de la década de 1970 por corredores notables como Ray Godman, Don Prudhomme, Bob Glidden y Raymond Beadle.

### Australia

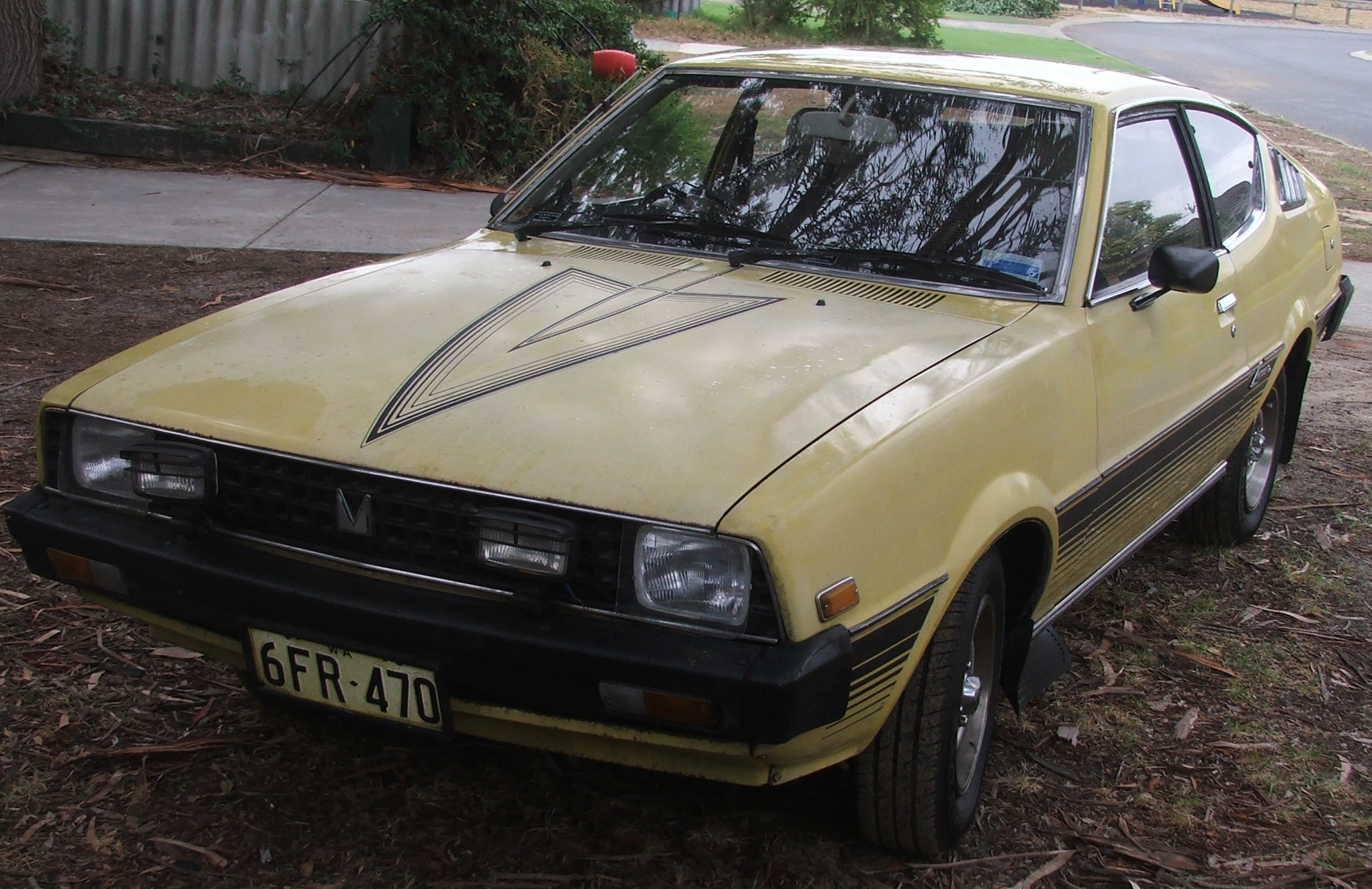
Chrysler Lancer de 1980 renovado (LC; Australia)

El Celeste de 1.6 litros se vendió en Australia como Chrysler Lancer Hatchback como parte de la serie LB desde abril de 1977. Presentaba instrumentación deportiva y una versión de 55 kilovatios (74 hp) del 4G32. La iteración final de LC llegó en mayo de 1979 con una gama de modelos racionalizada que vio la variante de carrocería sedán eliminada. Los cambios fueron los de las Celestes de 1979, que incluían faros rectangulares, faros traseros rediseñadas, parachoques de metal pintado de negro, una nueva transmisión manual de cinco velocidades, y una versión SOHC de transmisión por correa del motor 4G32 llamado G32B. Durante 1981, el Chrysler pasó a denominarse Mitsubishi Lancer en el mercado australiano con una duración hasta agosto del mismo año.
Algunos de los autos australianos presentados tenían calcomanías de "flechas" en el capó y rayas en los flancos, dependiendo del color de la carrocería. Estos eran menos extravagantes que los vendidos en el mercado norteamericano.

### América del Norte

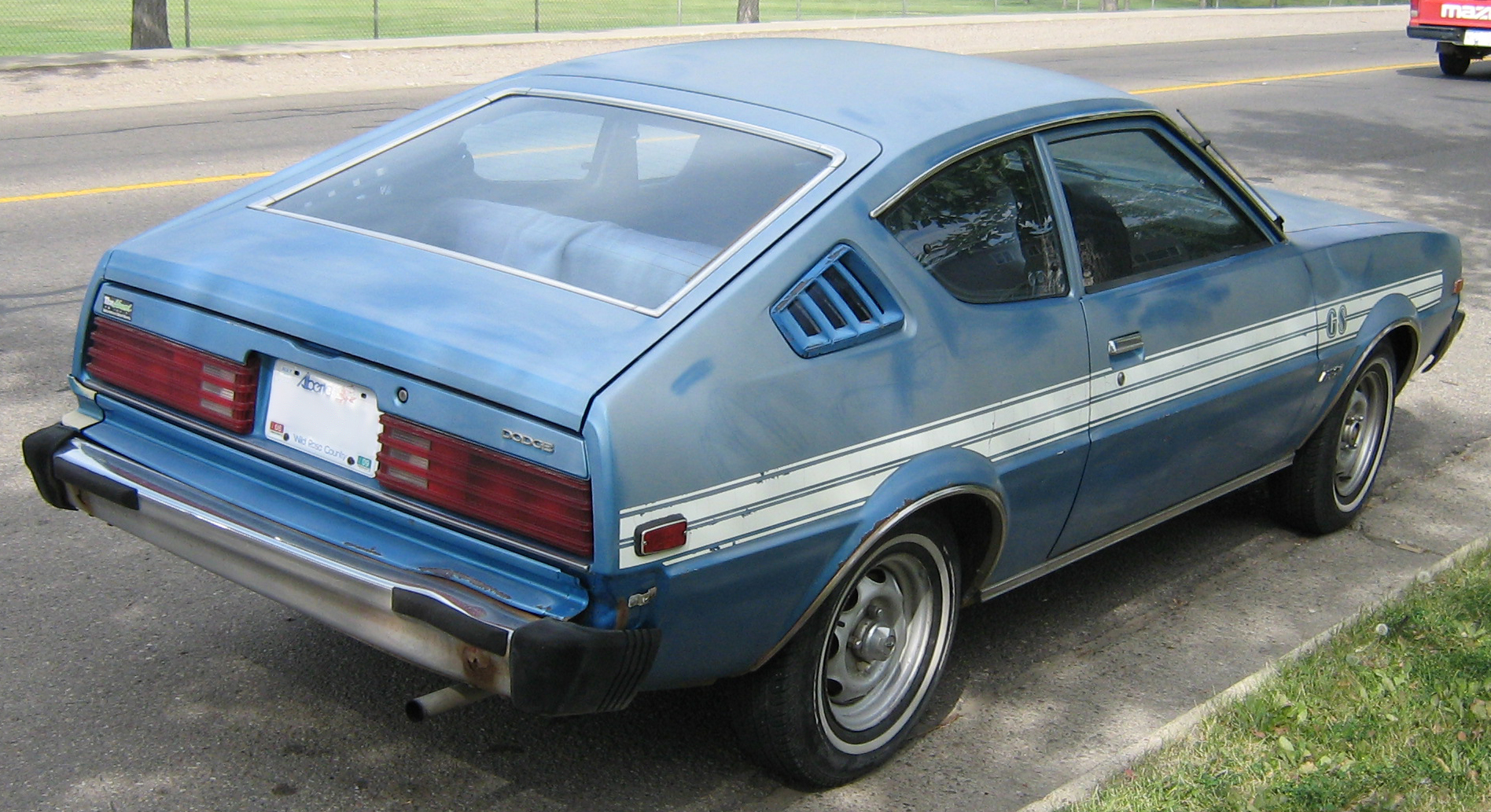
Dodge Arrow GS (Canadá)

Chrysler presentó el Plymouth Arrow como una importación cautiva del Celeste en enero de 1976 como una extensión de la línea Dodge Colt. También se conocía como Dodge Arrow en Canadá. También se vendió como Dodge Celeste en Puerto Rico.
El Arrow era un automóvil de tracción trasera que utilizaba un eje trasero sólido y ballestas en la parte trasera, con puntales MacPherson en la parte delantera. Los tipos de transmisión incluían transmisiones manuales de cuatro y cinco velocidades y una automática de tres velocidades . Un motor 1.6 L de cuatro en línea era estándar con un 2.0 L I4 opcional. Se produjo en varios niveles de equipamiento, incluidos 160, GS y GT. El primer año Arrow se identifica fácilmente de años posteriores porque sus persianas de cuarto de ventana tienen dos listones en el centro, que se cambiaron a tres en todos los años posteriores. El Arrow de 1976 también vino con una sola boquilla de líquido limpiaparabrisas en el capó, que se cambió a boquillas dobles en 1977 y se mantuvo así para todos los Arrows posteriores.
También se ofrecieron acabados exteriores deportivos, como el paquete Arrow Jet, que se ofreció por primera vez en 1978. El paquete de pintura Arrow Jet tenía un llamativo acabado en dos tonos, típicamente en naranja intenso y negro. Todo el automóvil era de color naranja intenso, pero toda la mitad inferior del automóvil estaba cubierta con una franja negra plana sólida con las palabras "Arrow Jet" estampadas en la franja en las puertas para que se mostrara el color de la carrocería subyacente. Esta combinación de colores de naranja intenso y negro plano parece rendir homenaje a una de las inspiraciones del diseño del Plymouth Arrow, que es el Plymouth Barracuda. En 1971, el Barracuda se ofreció con una opción de calcomanía "cartelera", que era una calcomanía negra plana grande y sólida que cubría toda la mitad trasera del automóvil en ambos lados (a menudo en una combinación de color rojo y negro plano).

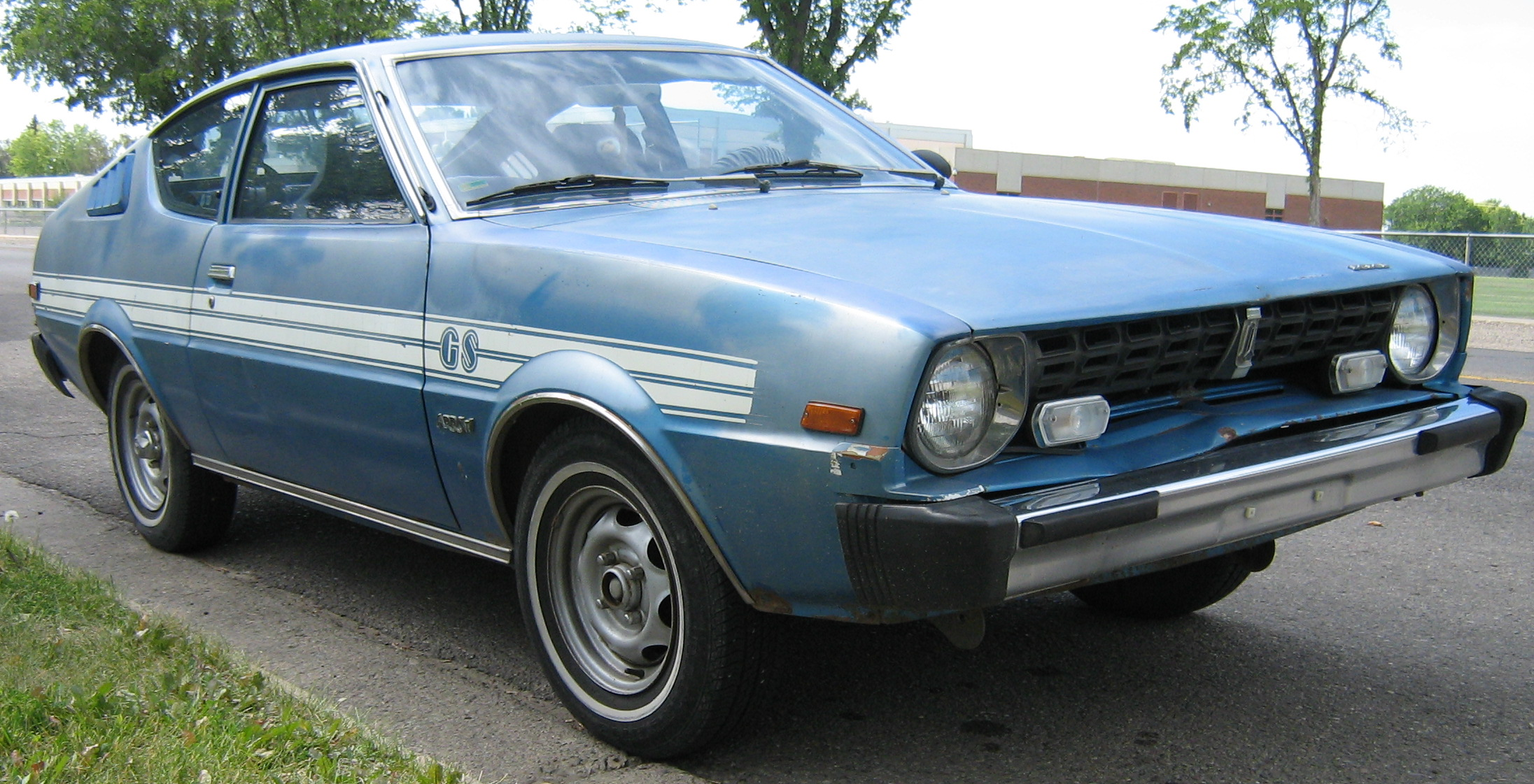
Dodge Arrow GS (Canadá)

Para 1979, el estilo se renovó con la adición de parachoques al ras, una parrilla más horizontal con faros rectangulares y señales de giro ocultas, tiras cromadas en las luces traseras y un vidrio trasero más grande para el hatchback. En el interior, el volante que antes solo se encontraba en el Arrow GT ahora era estándar, mientras que el calentador proporcionaba más potencia. El eje trasero también se extendió 2.5 pulgadas para una mejor tracción. Este año se ofreció por primera vez una variante deportiva llamada Fire Arrow, que tenía calcomanías especiales y un interior deportivo, así como un motor I4 de 2.6 L y frenos de disco en las cuatro ruedas. El Fire Arrow tenía una de las mejores relaciones de potencia / peso entre los autos de producción estadounidenses en ese momento debido a su peso liviano. El 2.6 también era opcional en los modelos GS y GT, y solo se ofrecía junto con frenos de disco en todas partes. Para 1979 y el año siguiente, la alineación comenzó con el Arrow base (donde el motor 2.0 L I4 era una nueva opción de motor), seguido por el GS, GT y el Fire Arrow en la parte superior.
Los cambios de estilo de los modelos de 1979 se trasladaron a 1980. Sin embargo, el Fire Arrow se modificó significativamente. El 1980 Fire Arrow ahora estaba disponible con dos nuevos esquemas de pintura: bronceado con una capucha de color caramelo más oscuro y azul con una capucha azul oscuro. Estos modelos de colores estaban disponibles con el motor 1.6 más pequeño y, como el modelo base Arrows, tenían parachoques cromados en lugar del color de la carrocería. La Flecha de Fuego blanca también se cambió, y ahora tenía un capó y una capucha de color negro mate, con la pintura negra continuando a lo largo de la parte superior de los guardabarros y puertas y terminando debajo de las ventanas laterales. A diferencia de las versiones de color, el Fire Arrow blanco/negro solo tenía una opción de motor, el 2.6 I4.
El cupé Arrow se suspendió después del año modelo 1980. En 1979 se lanzó una versión de camioneta del Arrow que compartía muy pocas partes con el cupé. También disponible con el motor de 2.6 L, la camioneta se descontinuó después de 1982. El estilo del cupé Arrow influyó fuertemente en el diseño del Plymouth Arrow Truck y sus primos; las camionetas Dodge D-50 y Mitsubishi Mighty Max.
La canción de Harry Nilsson, Me and My Arrow (de The Point!) Se usó en comerciales de televisión en los Estados Unidos para promocionar el Plymouth Arrow durante la década de 1970.
Una de las opciones más interesantes disponibles para Arrow era una pequeña carpa. Cuando se bajaban los asientos traseros y la carpa se enganchaba sobre el hatchback abierto, se podía usar la parte trasera del automóvil para acampar. General Motors tomaría prestado este diseño muchos años después para el Pontiac Aztek.
Argentina
En argentina el Celeste se comercializó como cupé 1800 GT junto con la cuarta generación del Mitsubishi Galant, limitadamente debido al éxito del Galant en ese país.

## Especificaciones
Las tablas de datos se expanden. Los modelos enumerados están disponibles principalmente en el mercado interno japonés, con notas sobre importantes variantes de exportación. Para obtener información sobre el Dodge Colt basado en Lancer, consulte ese artículo.
| Lancer de primera generación: datos e historial | Lancer de primera generación: datos e historial | Lancer de primera generación: datos e historial | Lancer de primera generación: datos e historial | Lancer de primera generación: datos e historial | Lancer de primera generación: datos e historial | Lancer de primera generación: datos e historial | Lancer de primera generación: datos e historial | Lancer de primera generación: datos e historial | Lancer de primera generación: datos e historial | Lancer de primera generación: datos e historial | Lancer de primera generación: datos e historial | Lancer de primera generación: datos e historial | Lancer de primera generación: datos e historial | Lancer de primera generación: datos e historial | Lancer de primera generación: datos e historial |
| Lancer sedán / cupé                             | Lancer sedán / cupé                             | Lancer sedán / cupé                             | Lancer sedán / cupé                             | Lancer sedán / cupé                             | Lancer sedán / cupé                             | Lancer sedán / cupé                             | Lancer sedán / cupé                             | Lancer sedán / cupé                             | Lancer sedán / cupé                             | Lancer sedán / cupé                             | Lancer sedán / cupé                             | Lancer sedán / cupé                             | Lancer sedán / cupé                             | Lancer sedán / cupé                             | Lancer sedán / cupé                             |
| Cód. de chasis                                  | Motor                                           | Motor                                           | Poder                                           | Poder                                           | Poder                                           | Dimensiones (mm)                                | Dimensiones (mm)                                | Dimensiones (mm)                                | Velocidad máxima (km/h)                         | Transmisión                                     | Años (Japón)                                    | Mercados                                        | Mercados                                        | Mercados                                        | Nota                                            |
| Cód. de chasis                                  | código                                          | cc                                              | hp                                              | kW                                              | a rpm                                           | largo                                           | ancho                                           | altura                                          | Velocidad máxima (km/h)                         | Transmisión                                     | Años (Japón)                                    | Bandera de Japón                                | Bandera de Unión Europea                        | Bandera de Australia                            | Nota                                            |
| ----------------------------------------------- | ----------------------------------------------- | ----------------------------------------------- | ----------------------------------------------- | ----------------------------------------------- | ----------------------------------------------- | ----------------------------------------------- | ----------------------------------------------- | ----------------------------------------------- | ----------------------------------------------- | ----------------------------------------------- | ----------------------------------------------- | ----------------------------------------------- | ----------------------------------------------- | ----------------------------------------------- | ----------------------------------------------- |
| A71A                                            | 4G42                                            | 1187                                            | 70                                              | 51                                              | 6000                                            | 3960                                            | 1525                                            | 1360                                            | 150                                             | 4MT                                             | 73.02-75.10                                     | ●                                               | -                                               | -                                               | OHV                                             |
| A72A                                            | 4G33                                            | 1439                                            | 92                                              | 68                                              | 6300                                            | 3960                                            | 1525                                            | 1360                                            | 165                                             | 4/5MT, 3AT                                      | 73.02-75.11                                     | ●                                               | ●                                               | ●                                               |                                                 |
| A72A                                            | 4G33                                            | 1439                                            | 85                                              | 63                                              | 6000                                            | 3960 3995                                       | 1525 1535                                       | 1360 1365                                       |                                                 | 4/5MT, 3AT                                      | 75.11-77.06                                     | ●                                               | ●                                               | ●                                               | MCA                                             |
| A73A                                            | 4G32                                            | 1597                                            | 100                                             | 74                                              | 6300                                            | 3965                                            | 1525                                            | 1360                                            |                                                 | 5MT                                             | 73.02-75.11                                     | ●                                               | ●                                               | -                                               |                                                 |
| A73A                                            | 4G32                                            | 1597                                            | 110                                             | 81                                              | 6700                                            | 3965                                            | 1525                                            | 1360                                            |                                                 | 5MT                                             | 73.08-75.11                                     | ●                                               | ●                                               | -                                               | GSR                                             |
| A73A                                            | 4G32                                            | 1597                                            | 92                                              | 68                                              | 6000                                            | 3965 3995                                       | 1525 1535                                       | 1360 1365                                       |                                                 | 5MT                                             | 75.11-77.06                                     | ●                                               | -                                               | -                                               | MCA                                             |
| A73A                                            | 4G32                                            | 1597                                            | 100                                             | 74                                              | 6700 6300                                       | 3965 3995 4105                                  | 1525 1535 1545                                  | 1360 1365                                       |                                                 | 5MT                                             | 75.11-79.03                                     | ●                                               | -                                               | -                                               | GSR MCA                                         |
| A75A                                            | 4G36                                            | 1238                                            | 80                                              | 59                                              | 6300                                            | 3960                                            | 1525                                            | 1360                                            |                                                 | 4/5MT                                           | 75.10-75.11                                     | ●                                               | ●                                               | -                                               |                                                 |
| A75A                                            | 4G36                                            | 1238                                            | 73                                              | 54                                              | 6000                                            | 3960 3995                                       | 1525 1535                                       | 1360 1365                                       |                                                 | 4/5MT                                           | 75.11-77.04                                     | ●                                               | ●                                               | -                                               | MCA                                             |
| A141A                                           | G11B                                            | 1244                                            | 70                                              | 51                                              | 5500                                            | 3995 4105                                       | 1535 1545                                       | 1365                                            |                                                 | 4/5MT                                           | 77.04-79.03                                     | ●                                               | -                                               | -                                               | MCA-Jet                                         |
| A142A                                           | G12B                                            | 1410                                            | 80                                              | 59                                              | 5500                                            | 3995 4105                                       | 1535 1545                                       | 1365                                            |                                                 | 4/5MT, 3AT                                      | 78.04-79.03                                     | ●                                               | -                                               | -                                               | MCA-Jet                                         |
| A143A                                           | G33B                                            | 1439                                            | 82                                              | 60                                              | 5400                                            | 3995                                            | 1535                                            | 1365                                            |                                                 | 4/5MT, 3AT                                      | 77.06-78.04                                     | ●                                               | -                                               | -                                               | MCA-Jet                                         |
| A144A                                           | G32B                                            | 1597                                            | 86                                              | 63                                              | 5000                                            | 3995 4105                                       | 1535 1545                                       | 1365                                            |                                                 | 4/5MT                                           | 77.06-79.03                                     | ●                                               | -                                               | -                                               | MCA-Jet                                         |
| Lancer van (familiar)                           |                                                 |                                                 |                                                 |                                                 |                                                 |                                                 |                                                 |                                                 |                                                 |                                                 |                                                 |                                                 |                                                 |                                                 |                                                 |
| Código de chasis                                | Motor                                           | Motor                                           | Poder                                           | Poder                                           | Poder                                           | Dimensiones (mm)                                | Dimensiones (mm)                                | Dimensiones (mm)                                | Velocidad máxima (km/h)                         | Transmisión                                     | Años (Japón)                                    | Mercados                                        | Mercados                                        | Mercados                                        | Nota                                            |
| Código de chasis                                | código                                          | cc                                              | hp                                              | kW                                              | a rpm                                           | largo                                           | ancho                                           | altura                                          | Velocidad máxima (km/h)                         |                                                 | Años (Japón)                                    | Bandera de Japón                                | Bandera de Unión Europea                        | Bandera de Australia                            | Nota                                            |
| A71V                                            | 4G42                                            | 1187                                            | 70                                              | 51                                              | 6000                                            | 3960                                            | 1525                                            | 1385                                            |                                                 | 4MT                                             | 73.09-76.10                                     | ●                                               | -                                               | -                                               | OHV                                             |
| A72V                                            | 4G33                                            | 1439                                            | 92                                              | 68                                              | 6300                                            | 3960 3995                                       | 1525 1535                                       | 1385                                            |                                                 | 4MT                                             | 73.09-77.10                                     | ●                                               | ●                                               | -                                               |                                                 |
| A72V                                            | 4G33                                            | 1439                                            | 85                                              | 63                                              | 6000                                            | 3995                                            | 1535                                            | 1385                                            |                                                 | 4MT                                             | 77.10-79.03                                     | ●                                               | ●                                               | -                                               | MCA                                             |
| A75V                                            | 4G36                                            | 1238                                            | 80                                              | 59                                              | 6300                                            | 3995                                            | 1535                                            | 1385                                            |                                                 | 4MT                                             | 76.10-77.10                                     | ●                                               | -                                               | -                                               |                                                 |
| A75V                                            | 4G36                                            | 1238                                            | 73                                              | 54                                              | 6000                                            | 3995                                            | 1535                                            | 1385                                            |                                                 | 4MT                                             | 77.10-79.03                                     | ●                                               | -                                               | -                                               | MCA                                             |
| A141V                                           | 4G11                                            | 1244                                            | 73                                              | 54                                              | 5500                                            | 3995                                            | 1535                                            | 1385                                            | 145                                             | 4MT                                             | 79.03-81.10                                     | ●                                               | ●                                               | -                                               | MCA                                             |
| A142V                                           | 4G12                                            | 1410                                            | 83                                              | 61                                              | 5500                                            | 3995                                            | 1535                                            | 1385                                            | 150                                             | 4MT                                             | 79.03-81.10                                     | ●                                               | -                                               | -                                               | MCA                                             |
| A148V                                           | G11B                                            | 1244                                            | 70                                              | 51                                              | 5500                                            | 3995                                            | 1535                                            | 1385                                            | 145                                             | 4MT                                             | 81.10-85.02                                     | ●                                               | -                                               | -                                               | MCA-Jet                                         |
| A149V                                           | G12B                                            | 1410                                            | 80                                              | 59                                              | 5500                                            | 3995                                            | 1535                                            | 1385                                            | 150                                             | 4MT                                             | 81.10-85.02                                     | ●                                               | -                                               | -                                               | MCA-Jet                                         |
| Lancer Celeste                                  |                                                 |                                                 |                                                 |                                                 |                                                 |                                                 |                                                 |                                                 |                                                 |                                                 |                                                 |                                                 |                                                 |                                                 |                                                 |
| Código de chasis                                | Motor                                           | Motor                                           | Poder                                           | Poder                                           | Poder                                           | Dimensiones (mm)                                | Dimensiones (mm)                                | Dimensiones (mm)                                | Velocidad máxima (km/h)                         | Transmisión                                     | Años (Japón)                                    | Mercados                                        | Mercados                                        | Mercados                                        | Nota                                            |
| Código de chasis                                | código                                          | cc                                              | hp                                              | kW                                              | a rpm                                           | largo                                           | ancho                                           | altura                                          | Velocidad máxima (km/h)                         | Transmisión                                     | Años (Japón)                                    | Bandera de Japón                                | Bandera de Unión Europea                        | Bandera de Australia                            | Nota                                            |
| A72A                                            | 4G33                                            | 1439                                            | 92                                              | 68                                              | 6300                                            | 4115                                            | 1610                                            | 1340                                            |                                                 | 4/5MT, 3AT                                      | 75.03-75.11                                     | ●                                               | -                                               | -                                               |                                                 |
| A72A                                            | 4G33                                            | 1439                                            | 85                                              | 63                                              | 6000                                            | 4115                                            | 1610                                            | 1340                                            |                                                 | 4/5MT, 3AT                                      | 75.11-77.06                                     | ●                                               | -                                               | -                                               | MCA                                             |
| A73A                                            | 4G32                                            | 1597                                            | 100                                             | 74                                              | 6300                                            | 4115 4230 (GT)                                  | 1610                                            | 1325 1340                                       |                                                 | 4/5MT                                           | 75.03-75.11                                     | ●                                               | ●                                               | ●                                               |                                                 |
| A73A                                            | 4G32                                            | 1597                                            | 92                                              | 68                                              | 6000                                            | 4115 4230 (GT)                                  | 1610                                            | 1325 1340                                       |                                                 | 4/5MT                                           | 75.11-77.06                                     | ●                                               | ●                                               | ●                                               | MCA                                             |
| A73A                                            | 4G32                                            | 1597                                            | 110                                             | 81                                              | 6700                                            | 4115 4230 (GT)                                  | 1610                                            | 1325 1340                                       |                                                 | 5MT                                             | 75.03-75.11                                     | ●                                               | ●                                               | ●                                               | GSR                                             |
| A73A                                            | 4G32                                            | 1597                                            | 100                                             | 74                                              | 6700 6300                                       | 4115 4155                                       | 1610                                            | 1325 1340                                       |                                                 | 5MT                                             | 75.11-79.06                                     | ●                                               | ●                                               | ●                                               | GSR MCA                                         |
| A77A                                            | G32A                                            | 1597                                            | 92                                              | 68                                              | 6000                                            | 4115                                            | 1610                                            | 1340                                            |                                                 | 4MT                                             | 75.03-75.11                                     | ●                                               | -                                               | -                                               | MCA 50 年                                       |
| A78A                                            | 4G52                                            | 1995                                            | 105                                             | 77                                              | 5700                                            | 4115 4155                                       | 1610                                            | 1340                                            |                                                 | 5MT, 3AT                                        | 75.10-81.07                                     | -                                               | ●                                               | ‡                                               | exportar solo                                   |
| A142                                            | G12B                                            | 1410                                            | 80                                              | 59                                              | 5500                                            | 4155                                            | 1610                                            | 1325                                            |                                                 | 4/5MT                                           | 78.04-81.07                                     | ●                                               | -                                               | -                                               | MCA-Jet                                         |
| A143                                            | G33B                                            | 1439                                            | 82                                              | 60                                              | 5400                                            | 4115                                            | 1610                                            | 1340                                            |                                                 | 4/5MT, 3AT                                      | 77.07-78.03                                     | ●                                               | -                                               | -                                               | MCA-Jet                                         |
| A144                                            | G32B                                            | 1597                                            | 86                                              | 63                                              | 5000                                            | 4115 4155                                       | 1610 1620 (GT)                                  | 1340 1325                                       |                                                 | 5MT, 3AT                                        | 77.07-81.07                                     | ●                                               | -                                               | -                                               | MCA-Jet                                         |
| A146                                            | G52B                                            | 1995                                            | 105                                             | 77                                              | 5400                                            | 4155                                            | 1620                                            | 1345                                            |                                                 | 5MT                                             | 79.06-81.07                                     | ●                                               | -                                               | -                                               | MCA-Jet                                         |
| ‡: solo en Nueva Zelanda                        |                                                 |                                                 |                                                 |                                                 |                                                 |                                                 |                                                 |                                                 |                                                 |                                                 |                                                 |                                                 |                                                 |                                                 |                                                 |

### Línea del tiempo
| Primera generación  | Primera generación                           | Primera generación                           | Primera generación                           | Primera generación                           | Primera generación                           | Primera generación                           | Primera generación                           | Primera generación                           | Primera generación                           | Primera generación                           | Primera generación                           | Primera generación                           | Primera generación                           | Primera generación                           | Primera generación                           | Primera generación                           | Primera generación                           | Primera generación                           | Primera generación                           | Primera generación                           | Primera generación                           | Primera generación                           | Primera generación                           | Primera generación      | Primera generación      | Primera generación      | Primera generación      | Primera generación      | Primera generación      | Primera generación      | Primera generación      | Primera generación      |
| ------------------- | -------------------------------------------- | -------------------------------------------- | -------------------------------------------- | -------------------------------------------- | -------------------------------------------- | -------------------------------------------- | -------------------------------------------- | -------------------------------------------- | -------------------------------------------- | -------------------------------------------- | -------------------------------------------- | -------------------------------------------- | -------------------------------------------- | -------------------------------------------- | -------------------------------------------- | -------------------------------------------- | -------------------------------------------- | -------------------------------------------- | -------------------------------------------- | -------------------------------------------- | -------------------------------------------- | -------------------------------------------- | -------------------------------------------- | ----------------------- | ----------------------- | ----------------------- | ----------------------- | ----------------------- | ----------------------- | ----------------------- | ----------------------- | ----------------------- |
|                     | 1973                                         | 1973                                         | 1973                                         | 1973                                         | 1974                                         | 1974                                         | 1974                                         | 1974                                         | 1975                                         | 1975                                         | 1975                                         | 1975                                         | 1976                                         | 1976                                         | 1976                                         | 1976                                         | 1977                                         | 1977                                         | 1977                                         | 1977                                         | 1978                                         | 1978                                         | 1978                                         | 1978                    | 1979                    | 1979                    | 1979                    | 1979                    | 1980                    | 1980                    | 1980                    | 1980                    |
| Lancer sedan/cupé   |                                              |                                              |                                              |                                              |                                              |                                              |                                              |                                              |                                              |                                              |                                              |                                              |                                              |                                              |                                              |                                              |                                              |                                              |                                              |                                              |                                              |                                              |                                              |                         |                         |                         |                         |                         |                         |                         |                         |                         |
| 1200                | __                                           | A71                                          | A71                                          | A71                                          | A71                                          | A71                                          | A71                                          | A71                                          | A71                                          | A71                                          | A71                                          | (80hp) A75 (73hp)                            | (80hp) A75 (73hp)                            | (80hp) A75 (73hp)                            | (80hp) A75 (73hp)                            | (80hp) A75 (73hp)                            | (80hp) A75 (73hp)                            | A141                                         | A141                                         | A141                                         | A141                                         | A141                                         | A141                                         | A141                    | A141                    | __                      | __                      | __                      | __                      | __                      | __                      | __                      |
| 1400                | __                                           | A72 (92hp)                                   | A72 (92hp)                                   | A72 (92hp)                                   | A72 (92hp)                                   | A72 (92hp)                                   | A72 (92hp)                                   | A72 (92hp)                                   | A72 (92hp)                                   | A72 (92hp)                                   | A72 (92hp)                                   | A72 (92hp)                                   | (85hp)                                       | (85hp)                                       | (85hp)                                       | (85hp)                                       | (85hp)                                       | (85hp)                                       | A143                                         | A143                                         | A143                                         | A142                                         | A142                                         | A142                    | A142                    | __                      | __                      | __                      | __                      | __                      | __                      | __                      |
| 1600                | __                                           | A73 (100hp)                                  | A73 (100hp)                                  | A73 (100hp)                                  | A73 (100hp)                                  | A73 (100hp)                                  | A73 (100hp)                                  | A73 (100hp)                                  | A73 (100hp)                                  | A73 (100hp)                                  | A73 (100hp)                                  | A73 (100hp)                                  | (92hp)                                       | (92hp)                                       | (92hp)                                       | (92hp)                                       | (92hp)                                       | (92hp)                                       | A144                                         | A144                                         | A144                                         | A144                                         | A144                                         | A144                    | A144                    | __                      | __                      | __                      | __                      | __                      | __                      | __                      |
| 1600 GSR            | __                                           | __                                           | (110hp)                                      | (110hp)                                      | (110hp)                                      | (110hp)                                      | (110hp)                                      | (110hp)                                      | (110hp)                                      | (110hp)                                      | (110hp)                                      | (110hp)                                      | A73 (100hp)                                  | A73 (100hp)                                  | A73 (100hp)                                  | A73 (100hp)                                  | A73 (100hp)                                  | A73 (100hp)                                  | A73 (100hp)                                  | A73 (100hp)                                  | A73 (100hp)                                  | A73 (100hp)                                  | A73 (100hp)                                  | A73 (100hp)             | A73 (100hp)             | __                      | __                      | __                      | __                      | __                      | __                      | __                      |
| Lancer van/familiar |                                              |                                              |                                              |                                              |                                              |                                              |                                              |                                              |                                              |                                              |                                              |                                              |                                              |                                              |                                              |                                              |                                              |                                              |                                              |                                              |                                              |                                              |                                              |                         |                         |                         |                         |                         |                         |                         |                         |                         |
| 1200                | __                                           | __                                           | __                                           | A71V                                         | A71V                                         | A71V                                         | A71V                                         | A71V                                         | A71V                                         | A71V                                         | A71V                                         | A71V                                         | A71V                                         | (80hp)                                       | (80hp)                                       | (80hp)                                       | (80hp)                                       | (80hp)                                       | (80hp)                                       | A75V (73hp)                                  | A75V (73hp)                                  | A75V (73hp)                                  | A75V (73hp)                                  | A75V (73hp)             | A75V (73hp)             | A141V                   | A141V                   | A141V                   | A141V                   | A141V                   | A141V                   | A141V                   |
| 1400                | __                                           | __                                           | __                                           | A72V (92hp)                                  | A72V (92hp)                                  | A72V (92hp)                                  | A72V (92hp)                                  | A72V (92hp)                                  | A72V (92hp)                                  | A72V (92hp)                                  | A72V (92hp)                                  | A72V (92hp)                                  | A72V (92hp)                                  | A72V (92hp)                                  | A72V (92hp)                                  | A72V (92hp)                                  | A72V (92hp)                                  | A72V (92hp)                                  | A72V (92hp)                                  | (85hp)                                       | (85hp)                                       | (85hp)                                       | (85hp)                                       | (85hp)                  | (85hp)                  | A142V                   | A142V                   | A142V                   | A142V                   | A142V                   | A142V                   | A142V                   |
| Lancer Celeste      |                                              |                                              |                                              |                                              |                                              |                                              |                                              |                                              |                                              |                                              |                                              |                                              |                                              |                                              |                                              |                                              |                                              |                                              |                                              |                                              |                                              |                                              |                                              |                         |                         |                         |                         |                         |                         |                         |                         |                         |
| 1400                | __                                           | __                                           | __                                           | __                                           | __                                           | __                                           | __                                           | __                                           | __                                           | __                                           | (92hp)                                       | A72 (85hp)                                   | A72 (85hp)                                   | A72 (85hp)                                   | A72 (85hp)                                   | A72 (85hp)                                   | A72 (85hp)                                   | A72 (85hp)                                   | A143                                         | A143                                         | A143                                         | A142                                         | A142                                         | A142                    | A142                    | A142                    | A142                    | A142                    | A142                    | A142                    | A142                    | A142                    |
| 1600                | __                                           | __                                           | __                                           | __                                           | __                                           | __                                           | __                                           | __                                           | __                                           | __                                           | (100hp)                                      | A73 (92hp)                                   | A73 (92hp)                                   | A73 (92hp)                                   | A73 (92hp)                                   | A73 (92hp)                                   | A73 (92hp)                                   | A73 (92hp)                                   |                                              |                                              |                                              | A144                                         | A144                                         | A144                    | A144                    | A144                    | A144                    | A144                    | A144                    | A144                    | A144                    | A144                    |
| 1600                | __                                           | __                                           | __                                           | __                                           | __                                           | __                                           | __                                           | __                                           | __                                           | __                                           | A77                                          | ←(MCA 50年, motor G32A)                      | ←(MCA 50年, motor G32A)                      | ←(MCA 50年, motor G32A)                      | ←(MCA 50年, motor G32A)                      | ←(MCA 50年, motor G32A)                      | ←(MCA 50年, motor G32A)                      | ←(MCA 50年, motor G32A)                      | ←(MCA 50年, motor G32A)                      | ←(MCA 50年, motor G32A)                      | ←(MCA 50年, motor G32A)                      | ←(MCA 50年, motor G32A)                      | ←(MCA 50年, motor G32A)                      | ←(MCA 50年, motor G32A) | ←(MCA 50年, motor G32A) | ←(MCA 50年, motor G32A) | ←(MCA 50年, motor G32A) | ←(MCA 50年, motor G32A) | ←(MCA 50年, motor G32A) | ←(MCA 50年, motor G32A) | ←(MCA 50年, motor G32A) | ←(MCA 50年, motor G32A) |
| 1600 GSR            | __                                           | __                                           | __                                           | __                                           | __                                           | __                                           | __                                           | __                                           | __                                           | __                                           | (110hp)                                      | A73 (100hp)                                  | A73 (100hp)                                  | A73 (100hp)                                  | A73 (100hp)                                  | A73 (100hp)                                  | A73 (100hp)                                  | A73 (100hp)                                  | A73 (100hp)                                  | A73 (100hp)                                  | A73 (100hp)                                  |                                              |                                              |                         |                         |                         |                         | __                      | __                      | __                      | __                      | __                      |
| 2000                | __                                           | __                                           | __                                           | __                                           | __                                           | __                                           | __                                           | __                                           | __                                           | __                                           | __                                           | A78                                          | A78                                          | A78                                          | A78                                          | A78                                          | A78                                          | A78                                          | A78                                          | A78                                          | A78                                          | (exportación)                                | (exportación)                                | (exportación)           | (exportación)           | (exportación)           | (exportación)           | (exportación)           | (exportación)           | (exportación)           | (exportación)           | (exportación)           |
| 2000                | __                                           | __                                           | __                                           | __                                           | __                                           | __                                           | __                                           | __                                           | __                                           | __                                           | __                                           | __                                           | __                                           | __                                           | __                                           | __                                           | __                                           | __                                           | __                                           | __                                           | __                                           | __                                           | __                                           | __                      | __                      | __                      | __                      | A146                    | A146                    | A146                    | A146                    | A146                    |
| 2600                | ("Plymouth Fire Arrow", sólo Estados Unidos) | ("Plymouth Fire Arrow", sólo Estados Unidos) | ("Plymouth Fire Arrow", sólo Estados Unidos) | ("Plymouth Fire Arrow", sólo Estados Unidos) | ("Plymouth Fire Arrow", sólo Estados Unidos) | ("Plymouth Fire Arrow", sólo Estados Unidos) | ("Plymouth Fire Arrow", sólo Estados Unidos) | ("Plymouth Fire Arrow", sólo Estados Unidos) | ("Plymouth Fire Arrow", sólo Estados Unidos) | ("Plymouth Fire Arrow", sólo Estados Unidos) | ("Plymouth Fire Arrow", sólo Estados Unidos) | ("Plymouth Fire Arrow", sólo Estados Unidos) | ("Plymouth Fire Arrow", sólo Estados Unidos) | ("Plymouth Fire Arrow", sólo Estados Unidos) | ("Plymouth Fire Arrow", sólo Estados Unidos) | ("Plymouth Fire Arrow", sólo Estados Unidos) | ("Plymouth Fire Arrow", sólo Estados Unidos) | ("Plymouth Fire Arrow", sólo Estados Unidos) | ("Plymouth Fire Arrow", sólo Estados Unidos) | ("Plymouth Fire Arrow", sólo Estados Unidos) | ("Plymouth Fire Arrow", sólo Estados Unidos) | ("Plymouth Fire Arrow", sólo Estados Unidos) | ("Plymouth Fire Arrow", sólo Estados Unidos) | A147                    | A147                    | A147                    | A147                    | A147                    | A147                    | A147                    | A147                    | __                      |